# Yvette Williams
Pour les articles homonymes, voir Williams.
Yvette Winifred Williams, épouse Corlett (née le 25 avril 1929 à Dunedin et décédée le 13 avril 2019 à Auckland) est une athlète néo-zélandaise, pluridisciplinaire. Elle est la première néo-zélandaise à remporter une médaille d'or olympique en remportant le concours de saut en longueur des Jeux d'Helsinki. Au cours de sa carrière, elle décroche 4 titres de championne du Commonwealth et détient, pendant un temps, le record du monde du saut en longueur. En 1987, à l'occasion du centenaire d'Athletics New Zealand, elle est désignée "Athlète du siècle" par sa fédération.  

## Biographie

### Jeunesse
Yvette Williams naît le 25 avril 1929 à Dunedin. Elle grandit au sein de cette ville et suit sa scolarité à l'Otago Girls' High School (en). Elle pratique plusieurs sports durant sa jeunesse, et s'intéresse particulièrement au netball et au basket-ball, sports où elle est sélectionnée pour représenter l'île du Sud. Entre 1950 et 1955, elle représente également l'équipe de basket-ball de Nouvelle-Zélande,.

### Carrière sportive

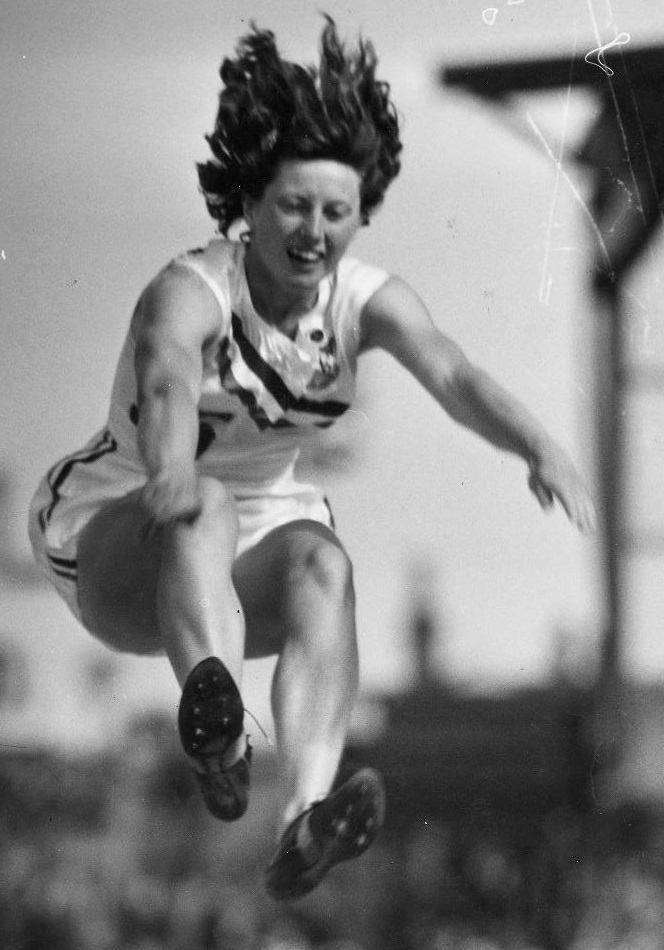
Yvette Williams à Dunedin en 1954.

Williams rejoint l'Otago Athletic Club au début de l'année 1947 où elle rencontre son entraîneur, Jim Bellwood (en),. Elle commence à faire parler d'elle deux mois plus tard, lorsqu'elle remporte le concours de lancer du poids des championnats de Nouvelle-Zélande d'athlétisme. Ce titre sera le premier d'une longue série, puisqu'elle en remportera 20 autres au cours de sa carrière sportive dans 5 disciplines différentes : le lancer du poids (de 1947 à 1954) ; le lancer du disque (de 1951 à 1954) ; le lancer du javelot (en 1950) ; le saut en longueur (de 1948 à 1954) et le 80 m haies (en 1954). Ces 21 titres font d'elle la deuxième athlète féminine néo-zélandaise la plus titrée au niveau national, à égalité avec Beatrice Faumuina et Melissa Moon, mais derrière Val Young (35 titres).
Malgré ses résultats probants, Williams est écartée de la sélection olympique de 1948. Cependant, deux ans plus tard, elle s'impose dans l'épreuve du saut en longueur des Jeux de l'Empire britannique qui se déroulent à Auckland en s'envolant à 5m 91. Cette performance constitue, à l'époque, le record national de la discipline ainsi que le record de la compétition,. Elle décroche également une médaille d'argent dans le concours de lancer du javelot avec un meilleur jet à 37 m 97. 
En 1951, elle saute 6 m 13 lors d'une compétition à Melbourne, ce qui constitue alors la troisième meilleure performance de tous les temps. La même année, elle améliore son record au lancer du poids et s'empare du record national du lancer du disque.
En 1952, lors des championnats nationaux, Williams devient la première femme de l'histoire à sauter plus d'une fois plus de 20 pieds (6,10 m), remportant le titre de saut en longueur avec un saut de 6,29 m et s'établissant au-delà du record du monde que détenait Fanny Blankers-Koen depuis 1943 avec 6,23 m. En raison d'un vent trop élevé, cette marque ne fut cependant pas homologuée. Toujours en 1952, elle enregistre un score de 4219 points au pentathlon, établissant un record néo-zélandais qui tiendra 10 ans.
Williams obtient sa première, et seule, sélection olympique en 1952. Lors de cette olympiade, elle remporte le concours de saut en longueur avec un saut à 6,24 m, 10 centimètres devant sa dauphine, la soviétique Aleksandra Chudina. Ce saut constitue également le nouveau record olympique de la discipline. Ce titre olympique constitue la 3e médaille d'or de l'histoire de la Nouvelle-Zélande et la deuxième de l'athlétisme néo-zélandais après la victoire de Jack Lovelock sur 1500 mètres en 1936. Yvette Williams devient également la première néo-zélandaise à décrocher un titre olympique. Lors de cette même olympiade, elle termine 6e du lancer du poids et 10e du lancer du disque.
Le 20 février 1954, elle s'empare du record du monde en sautant 6,28 m dans son pays, à Gisborne. Elle conservera ce record jusqu'au 18 novembre 1955, battu de trois centimètres par la soviétique Galina Vinogradova. Toujours en 1954, Williams participe aux Jeux de l'Empire britannique et du Commonwealth se déroulant à Vancouver. Elle triomphe durant cette édition, puisqu'elle remportera les concours du saut en longueur, du lancer du disque et du lancer de poids, en battant systématiquement les records de la compétition. Elle termine également 6e du 80 m haies. Peu de temps après, en novembre 1954, elle annonce mettre un terme à sa carrière sportive. Au moment de son retrait, elle détient la meilleure marque de l'histoire du saut en longueur, la 5e du pentathlon, la 12e du lancer du disque et la 19e du lancer du poids.

### Vie privée et décès
Yvette Williams épouse le joueur de basket-ball Buddy Corlett (en), le 11 décembre 1954 à Auckland. Elle donnera naissance à 4 enfants, parmi lesquels deux d'entre eux représenteront la Nouvelle-Zélande lors de compétition sportive : Neville Corlett, joueur de basket-ball, et Karen Corlett, gymnaste rythmique. Peter Corlett, un autre de ses enfants, jouera pour l'équipe de rugby d'Auckland (en). 
Egalement, son frère cadet, Roy Williams (en), remportera le décathlon aux Jeux de l'Empire britannique et du Commonwealth de 1966 à Kingston, en Jamaïque.
Le 9 mai 2015, Buddy Corlett meurt à Auckland, à l'âge de 93 ans. Près de 4 ans plus tard, le 13 avril 2019, Yvette Williams rejoint son mari à l'âge de 89 ans, 12 jours avant son 90e anniversaire.

## Palmarès
| Date | Compétition                                     | Lieu      | Résultat | Épreuve           | Marque  |
| ---- | ----------------------------------------------- | --------- | -------- | ----------------- | ------- |
| 1950 | Jeux de l'Empire britannique                    | Auckland  | 1er      | Saut en longueur  | 5,91 m  |
| 1950 | Jeux de l'Empire britannique                    | Auckland  | 2e       | Lancer du javelot | 37,96 m |
| 1952 | Jeux olympiques                                 | Helsinki  | 1er      | Saut en longueur  | 6,24 m  |
| 1952 | Jeux olympiques                                 | Helsinki  | 6e       | Lancer du poids   | 13,35 m |
| 1952 | Jeux olympiques                                 | Helsinki  | 10e      | Lancer du disque  | 40,48 m |
| 1954 | Jeux de l'Empire britannique et du Commonwealth | Vancouver | 1er      | Saut en longueur  | 6,08 m  |
| 1954 | Jeux de l'Empire britannique et du Commonwealth | Vancouver | 1er      | Lancer du poids   | 13,96 m |
| 1954 | Jeux de l'Empire britannique et du Commonwealth | Vancouver | 1er      | Lancer du disque  | 45,01 m |
| 1954 | Jeux de l'Empire britannique et du Commonwealth | Vancouver | 6e       | 80 m haies        | 11 s 4  |

## Records
| Épreuve           | Marque    | Lieu      | Date             |
| ----------------- | --------- | --------- | ---------------- |
| 200 mètres        | 25 s 0    | Napier    | 23 mars 1951     |
| 80 mètres haies   | 11 s 4    | Vancouver | 6 juillet 1954   |
| Saut en longueur  | 6,28 m    | Gisborne  | 20 février 1954  |
| Lancer du poids   | 13,96 m   | Vancouver | 1er juillet 1954 |
| Lancer du disque  | 47,85 m   | Gisborne  | 20 février 1954  |
| Lancer du javelot | 37,96 m   | Auckland  | 9 février 1950   |
| Pentathlon        | 3 569 pts | Dunedin   | mars 1950        |

## Honneurs et distinctions
- Membre de l'Ordre de l'Empire britannique, pour services rendus dans le développement de l'athlétisme féminin[14].
- Dame Compagnon de l'Ordre du Mérite de Nouvelle-Zélande[15].
- Membre du Temple de la renommée des sports de Nouvelle-Zélande[16].
- Désignée "Athlète du siècle" par Athletics New Zealand en 1987[2].
- Sportif néo-zélandais de l'année 1950 et 1952[4].
- Sportive du siècle de la région Otago en 2000[17].

L'écrivain sportif Peter Heidenstrom, auteur du livre Athletes of the Century, la considère comme la meilleure athlète néo-zélandaise du XXe siècle. Le "Yvette Williams Retirement Village" dans la banlieue de Dunedin à Roslyn est nommé en son honneur. En 2013, le Comité olympique néo-zélandais, en association avec la Glenn Family Foundation, a créé la bourse Yvette Williams, pour aider les jeunes athlètes en situation précaire et affichant un talent exceptionnel.